# Heider Marktfrieden
Heider Marktfrieden es una fiesta popular (volksfest) de Heide, Schleswig-Holstein, Alemania. Desarrollada en torno a un mercado medieval, tiene como objetivo conmemorar la República Campesina Libre de Dithmarschen que existió a finales de la Edad Media (1447-1559) en los confines del actual distrito de Dithmarschen, y la importancia del mercado para el desarrollo de la ciudad y toda esta región costera en general.

## Historia
El municipio de Heide fue en la Edad Media un punto estratégico para el transporte terrestre, ya que en él se cruzan dos importantes arterias históricas —el Ochsenweg, que conecta Dinamarca con Hamburgo, y la ruta que une el mar del Norte con Lübeck, pasando por Bordesholm (al norte de Neumünster), que servía como principal parada de descanso—. Por aquel entonces, Dithmarschen era una entidad propia definida como república campesina libre que compartía frontera con el ducado de Schleswig al norte (entonces parte de Dinamarca) y el ducado de Holstein al este, gozando de una posición estratégica privilegiada debido a su ubicación entre tierras danesas y la Liga Hanseática, delimitada por (y por ende teniendo acceso a) los ríos Eider y Elba y el mar de Frisia.
A principios del siglo xv, las parroquias de Dithmarschen convocaron una cumbre para solucionar el tema de la piratería ejercida por las parroquias del sur (a lo largo del río Elba) contra los buques mercantes que navegaban hacia y desde Hamburgo. La piratería en el mar del Norte era en aquellos tiempos práctica común, y aquello provocaba una gran tensión entre Dithmarschen y la ciudad hanseática. La reunión se llevó a cabo en un lugar considerado neutral al norte de la entonces capital provincial Meldorf, llamado Uppe de Heyde, acordando el fin de la piratería y la inauguración de un importante mercado en ese mismo lugar, donde se comerciaría con bienes y se desarrollarían negocios entre particulares. Aquello propició que Heide desempeñara un papel clave en la república campesina, llegándose a celebrar el mercado cada domingo en presencia de los 48 regentes locales (cabezas de parroquia y subdivisiones varias).

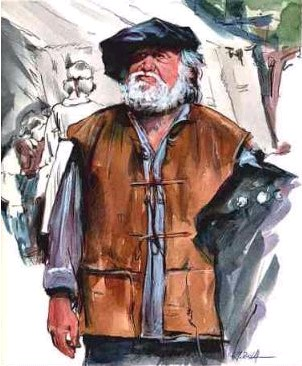
Un comerciante de seda en ropa tradicional en la Heider Marktfrieden (Jens Rusch, 2004)

El 13 de febrero de 1447 se proclamó la primera «ley de tierras de Dithmarschen» en la plaza del mercado de Heide (Heider Marktplatz). Una disposición central de la ley, la llamada «paz del mercado» (Marktfrieden, o en danés medio Market Vrede), garantizaba para todos los comerciantes y funcionarios del mercado protección contra saqueadores, ladrones y piratas. Este precepto, que daría su nombre a la fiesta popular, disponía además que los visitantes del mercado debían depositar sus armas antes de entrar.
Aunque la República Campesina perdió su independencia en 1559, integrándose en el ducado de Holstein, seguía manteniendo un relativo alto nivel de autonomía, y su mercado llegaría a formar parte de la economía local y regional durante tres siglos.

## Actividades
La fiesta de Heider Marktfrieden, que conmemora aquella paz del mercado, se celebra cada dos años el segundo fin de semana de julio en la plaza del mercado de Heide, la misma donde se pactó la ley de tierras original, que con sus 4,7 hectáreas de superficie es la más grande de Alemania. El festival comienza el jueves a las 18:00 y termina el domingo a medianoche. Uno de los elementos más característicos de la fiesta es el uso del bajo alemán como lengua principal en los eventos. 
Las actividades principales incluyen la recreación completa del mercado medieval, en el que se siguen cerrando negocios de compra y venta, aunque mucho más características son las celebraciones que incluyen un programa completo de actuaciones y gastronomía tradicional a lo largo de los cuatro días de su duración. Uno de los eventos céntricos es la recreación temática al aire libre de los acontecimientos históricos de la República Campesina de Dithmarschen. Las demás actuaciones incluyen grupos de música, eventos de danza, acróbatas, malabaristas y hasta campamentos militares. El sábado tiene lugar el gran desfile histórico que atraviesa el municipio de punta a punta y culmina en la plaza del mercado.
La Heider Marktfrieden incluye también una boda multitudinaria, la llamada Boda Campesina de Dithmarschen, que imita las bodas campesinas de la Edad Media. Pueden postularse parejas de todo el distrito de Dithmarschen, muchas de las cuales reservan la fecha de su boda para coincidir con la fiesta. El tradicional cortejo tiene lugar el sábado, protagonizado por un grupo de teatro histórico junto a los novios, culminando en una gran fiesta pública. El domingo tiene lugar el desfile de bodas con el carruaje y el séquito, que sigue un recorrido diferente hacia la plaza del mercado y finaliza frente a la puerta principal de la iglesia de San Jorge (St. Jürgen en bajo alemán). La ceremonia en la iglesia se celebra también en bajo alemán.
En 2016, la fiesta contó con la participación de unos 140 pequeños comercios y recibió unos 30 000 visitantes.